# Sự tương đương khối lượng–năng lượng

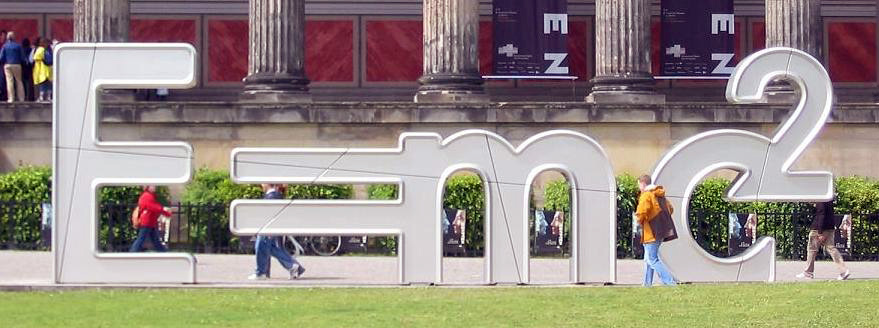
Tác phẩm điêu khắc cao 3 mét về công thức của Albert Einstein E = mc^{2} ở Walk of Ideas, Berlin, Đức.

Trong vật lý học, sự tương đương khối lượng–năng lượng là mối quan hệ giữa khối lượng và năng lượng trong hệ quy chiếu nghỉ của một hệ, trong đó, hai đại lượng chỉ khác nhau bởi một hằng số nhân và đơn vị đo lường. Nguyên lý này được mô tả bởi công thức của nhà vật lý Albert Einstein {\displaystyle E=mc^{2}}, trong đó E là năng lượng, m là khối lượng, và c là tốc độ ánh sáng trong chân không. Trong một hệ quy chiếu mà hệ đang chuyển động, năng lượng tương đối tính và khối lượng tương đối tính của nó (thay vì khối lượng nghỉ) tuân theo cùng một công thức.
Công thức xác định năng lượng E của một hạt trong hệ quy chiếu nghỉ của nó là tích của khối lượng (m) với bình phương tốc độ ánh sáng (c2). Vì tốc độ ánh sáng là một con số lớn (xấp xỉ 300.000 km/s hay 186.000 dặm/s) nên công thức ngụ ý rằng một lượng nhỏ "khối lượng nghỉ", được đo khi hệ đứng yên, tương ứng với một lượng năng lượng khổng lồ, không phụ thuộc vào thành phần của vật chất.
Einstein là người đầu tiên đề xuất sự tương đương khối lượng–năng lượng vào năm 1905. Nguyên lý này xuất hiện lần đầu trong Quán tính của một vật có phụ thuộc vào năng lượng trong nó? (Does the inertia of a body depend upon its energy-content?), một trong những annus mirabilis paper của ông.

## Ứng dụng

### Ứng dụng vào vật lý hạt nhân
Năng lượng liên kết hạt nhân là năng lượng tối thiểu cần thiết để phân tách hạt nhân nguyên tử thành các phần cấu tạo nên chúng. Khối lượng của một nguyên tử lớn hơn tổng khối lượng của các phần cấu tạo nên chúng do lực hút của lực hạt nhân mạnh. Sự khác biệt giữa hai khối lượng được gọi là độ hụt khối lượng và có liên quan đến năng lượng liên kết thông qua công thức của Einstein.
Một phân tử nước nặng hơn một chút so với hai nguyên tử hydro tự do và một nguyên tử oxy. Sự chênh lệch khối lượng cực nhỏ là năng lượng cần thiết để tách phân tử thành ba nguyên tử riêng lẻ (chia cho c2), được tỏa ra dưới dạng nhiệt khi phân tử hình thành (nhiệt này có khối lượng). Tương tự như vậy, về lý thuyết, một thanh thuốc nổ nặng hơn một chút so với các mảnh vỡ sau vụ nổ; trong trường hợp này, chênh lệch khối lượng là năng lượng và nhiệt lượng tỏa ra khi thuốc nổ phát nổ. Sự thay đổi khối lượng như vậy chỉ có thể xảy ra trong môi trường mở, năng lượng và khối lượng được phép thoát ra ngoài. Do đó, nếu một thanh thuốc nổ được cho nổ trong một buồng kín, khối lượng của buồng và các mảnh vỡ, nhiệt, âm thanh và ánh sáng vẫn sẽ bằng khối lượng ban đầu của buồng và thuốc nổ. Về lý thuyết, điều này cũng sẽ xảy ra ngay cả với một quả bom hạt nhân, nếu nó có thể được giữ trong một chiếc hộp lý tưởng có sức mạnh vô hạn, không bị vỡ hoặc bị truyền bức xạ ra ngoài.